# Elaine Cassidy
Elaine Cassidy, född 31 december 1979 i Kilcoole, County Wicklow, är en irländsk skådespelare.

## Filmografi i urval
- 2001 – The Others
- 2001 - Disco Pigs
- 2001 – En försvunnen värld (Miniserie)
- 2003 - Watermelon
- 2005 - Fingersmith
- 2007 - My Boy
- 2009 - Harper's Island
- 2012–2013 – The Paradise (TV-serie)

## Utmärkelser
- 2003 - IFTA Award - Bästa skådespelerska i spelfilm för Disco Pigs